# Церква Зіслання Святого Духа (Викоти)
Церква Зіслання Святого Духа — дерев'яна церква у селі Викоти, (Самбірський район, Львівська область) споруджена 1671 році. Це одна з найкрасивіших церков Галичини. Храм є прекрасною пам'яткою дерев'яної сакральної архітектури національного значення.

## Історія
Дерев`яна церква стоїть неподалік дороги, на південній околиці села. Найдавніші відомості про церкву Зіслання Святого Духа зустрічаються в документах 1507 р.
Існуюча дерев`яна будівля зведена у 1671 р., як свідчить напис на одвірку. Церква була православною до 1691 року, коли Перемисько-Самбірська-Саніцька єпархія змушена була перейти на унію.
В той час село належало панам Оріховським. У 1694 р. церква отримала ерекційну грамоту від Михайла Хлопицького, скарбника землі Жидачівської.
1784 року святиня перенесена з іншої частини села на теперішнє місце.
Влітку 2007 року при ремонтних роботах на церкві було знайдено таблицю з надписом (старослов'янською) "Дністер", на якій зображено герб Галицького князівства, зелений лев на синьому фоні, який сперся на скелю із короною Архангела Михаїла. Таблиця на церкві може означати, що в селі була філія страхової компанії, або скоріше за все, будівля була застрахована.

## Опис
Тризрубна, одноверха будівля розміром 18,2 м. х 8,6 м., накрита великою, шоломоподібною банею, яка завершується глухим ліхтарем з маківкою. Відразу видно добудови до оригінальної конструкції храму, адже церква реставрувалася в другій пол. XIX ст.: до вівтаря прибудували ризницю аж з двома дверима, а бабинець розширили на захід і південь.
З північної та південної сторін будівлю оточує широке опасання, що спирається на стовпи. Над вхідними дверима, можна побачити фігурку голуба, вирізьбленого з дерева. Голуб, як відомо, у християнстві символізує Святого Духа.
Дзвіниця XVII ст. розміром 4,0 м. х 4,0 м. на другому ярусі має підсябиття.  Стіни першого ярусу мають значний нахил всередину. Другий ярус, завершений відкритою аркадою, має звис, що імітує подсябиття в оборонній дерев'яній архітектурі. Поруч розташований цвинтар.

## Галерея

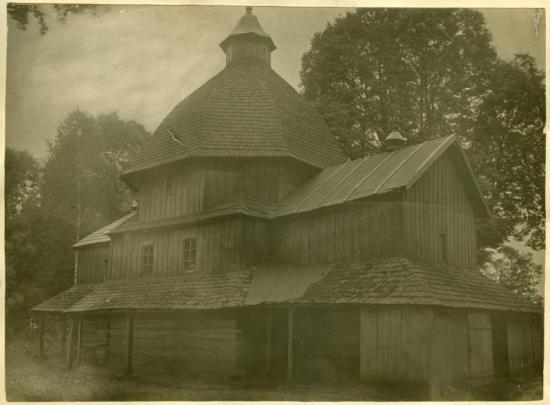